# Chen Peixun
Chen Peixun (chinesisch 陳培勳 / 陈培勋, Pinyin Chén Péixūn; * 7. Dezember 1921; † Februar 2007) war ein chinesischer Komponist. Er lehrte am Zentralen Musikkonservatorium in Peking. Seine wenigen Klavierwerke sind bei chinesischen Pianisten sehr beliebt. Häufig gespielt werden Hantian lei (Donner bei Trockenheit) und Mai zahuo (Der Straßenverkäufer) nach kantonesischen Volksmelodien.
Seine 2. Symphonie ist ein wichtiger Beitrag zur chinesischen symphonischen Musik des 20. Jahrhunderts, sie trägt den Titel Qingming-Opfer (Qingming ji).

## Werke (Auswahl)
- 2. Sinfonie (Qingming ji 清明祭) (Klangbeispiel)

### Klavierwerke
- Mai za huo 卖杂货 Der Straßenverkäufer (nach einer kantonesischen Volksmelodie) (Klangbeispiel)
- Shuangfei hudie zhuti bianzouqu 双飞蝴蝶主题变奏曲 Variationen über „Fliegendes Schmetterlingspaar“ (nach einer kantonesischen Volksmelodie) (Klangbeispiel)
- Hantian lei 旱天雷 Donner bei Trockenheit (nach einer kantonesischen Volksmelodie) (Klangbeispiel)
- Sichun 思春 Liebessehnsucht (nach einer kantonesischen Volksmelodie) (Klangbeispiel)
- Pinghu qiuyue 平湖秋月 Herbstmond über dem stillen See (Klangbeispiel)